# Trichilia moschata
Trichilia moschata är en tvåhjärtbladig växtart. Trichilia moschata ingår i släktet Trichilia och familjen Meliaceae.

## Underarter
Arten delas in i följande underarter:
- T. m. matudai
- T. m. moschata